# توماس ر. كير
توماس ر. كير (بالإنجليزية: Thomas R. Kerr)‏ هو عسكري أمريكي، ولد في 24 أبريل 1843 في كوليرين في المملكة المتحدة، وتوفي في 14 نوفمبر 1926.